# Power Macintosh 7200
 (mars 2017).
Si vous disposez d'ouvrages ou d'articles de référence ou si vous connaissez des sites web de qualité traitant du thème abordé ici, merci de compléter l'article en donnant les références utiles à sa vérifiabilité et en les liant à la section « Notes et références ».
Le Power Macintosh 7200 inaugurait avec le Power Macintosh 7500 un nouveau boîtier, dans le style des Quadra 650. Doté d'un processeur PowerPC 601 à 75 ou 90 MHz (moins rapide que le 604 des Power Macintosh 8500 et 9500), il constituait le milieu de la gamme Power Macintosh. Il ne différait du 7500 que par son processeur moins puissant et son absence de ports audio et vidéo avancés.
Il fut mis à jour en avril 1996 avec un processeur à 120 MHz (toujours un 601). Ce modèle était aussi commercialisé en version PC compatible, avec un second processeur de type Pentium (cadencé à 100 MHz) dans un slot PCI.
Un Power Macintosh 7215 fut aussi vendu au Japon. Il était identique au 7200/90, à part qu'il intégrait 16 Mio de mémoire au lieu de 8 Mio et un disque dur de 800 Mo au lieu de 500 Mo.
Le modèle à 120 MHz fut aussi commercialisé sous le nom de Workgroup Server 7250. La seule différence de ce modèle avec les versions grand public est qu'il était fourni avec divers logiciels d'administration serveur.

## Caractéristiques
- processeur : PowerPC 601 32 bit cadencé à 75, 90 ou 120 MHz
- second processeur Intel Pentium cadencé à 100 MHz optionnel (modèle 120 MHz seulement)
- bus système 64 bit cadencé respectivement à 37,5, 45 et 40 MHz
- mémoire morte : 4 Mio
- mémoire vive : 8 Mio (16 Mio pour le 7215), extensible à 256 Mio (ou 512 Mio avec des barrettes plus récentes non supportées par Apple)
- mémoire cache de niveau 1 : 32 Kio
- mémoire cache de niveau 2 : 256 Kio optionnelle (extensible jusqu'à 1 Mio)
- disque dur SCSI de 500 Mo (modèles 75 et 90 MHz), 800 Mo (Power Macintosh 7215) ou 1,2 Go (modèle 120 MHz)
- lecteur de disquette 1,44 Mo 3,5"
- lecteur CD-ROM 4x (modèles 75 et 90 MHz) ou 8x (modèle 120 MHz)
- carte vidéo avec 1 Mio de mémoire vidéo (extensible à 4 Mio avec des modules de 1 Mio)
- résolutions supportées :
  - 512 × 384 en 24 bits
  - 640 × 480 en 16 bits (24 bits avec 2 ou 4 Mio de mémoire vidéo)
  - 800 × 600 en 16 bits (24 bits avec 2 ou 4 Mio de mémoire vidéo)
  - 832 × 624 en 16 bits (24 bits avec 2 ou 4 Mio de mémoire vidéo)
  - 1 024 × 768 en 8 bits (1 Mio), 16 bits (2 Mio) ou 24 bits (4 Mio)
  - 1 152 × 870 en 8 bits (1 Mio) ou 16 bit (2 ou 4 Mio)
  - 1 280 × 1 024 en 8 bits (2 Mio) ou 16 bit (4 Mio)
- slots d'extension :
  - 3 slots d'extension PCI (dont un occupé par la carte vidéo)
  - 4 connecteurs mémoire de type DIMM 168 broches (vitesse minimale : 70 ns)
  - 3 emplacements VRAM
  - 1 emplacement 3,5" (pour disque dur) libre
- connectique :
  - 1 port SCSI DB-25
  - 2 ports série Mini Din-8 Geoports
  - 1 port ADB
  - port Ethernet AAUI et 10BASE-T
  - port vidéo : DB-15
  - sortie audio : stéréo 16 bits
  - entrée audio : stéréo 16 bits
- haut-parleur mono
- dimensions : 15,6 × 36,5 × 43,0 cm
- poids : 10,0 kg
- alimentation : 150 W
- systèmes supportés : Système 7.5.2 à Mac OS 9.1